# 有利発行
有利発行とは、株式会社において、新株又は新株予約権を引受人にとって特に有利な価格（無償を含む。）にて発行することである。
会社法は、以下で条数のみ記載する。

## 概要
新株又は新株予約権の発行は、社会通念上妥当と考えられる時価（公正価格）で行われるのが一般的であるが、時価未満（無償による付与を含む）で発行され、これが新株又は新株予約権の引受人にとって特に有利となることがある。この場合の新株又は新株予約権の発行を有利発行という。有利発行が行われると他の株主の持分は希薄化するため、株主総会の特別決議が必要となる（199条2項、3項、200条2項、201条1項、309条2項5号）。有利発行を行うにもかかわらず、株主総会の特別決議を採らない場合、株主は株式会社に対し、発行差止めを請求することができる（210条、247条）。

## 新株の有利発行の基準
- 有利発行の定義に関する判例

旧商法280条ノ2第2項（199条）にいう特に有利な発行価額とは、公正な発行価額と比較して特に低い価額をいい、公正な発行価額というのは、新株の発行により企図される資金調達の目的が達せられる限度で旧株主にとり最も有利な価額である（東京高裁判決昭和46年1月28日）。
判例の示した基準は依然不明確であるが、一般的には妥当な価格との乖離幅10％が目安とされることが多い。

## 日本証券業協会の自主ルール
日本証券業協会の自主ルール「第三者割当増資等の取扱いに関する指針」によると「新株発行を決議した取締役会の直前日の終値、または直前日を最終日とした6ヶ月以内の任意の日を初日とする期間の終値平均に0.9を乗じた価格以上」の発行価格は有利発行とならないと記載されていたが、平成13年に「発行価格は、当該増資にかかる取締役会決議の直前日の価格（直前日に売買がない場合は、当該直前日からさかのぼった直近日）に0.9を乗じた額以上の価格であること。ただし、直近日または直前日までの価格または売買の状況などを勘案し、当該決議の日から発行価格を決定するまでに適当な期間（最長6ヶ月）をさかのぼった日から当該決議の日までの間の平均の価格に0.9を乗じた額以上の価格とする事ができる」と改正された。このルールは会社法施行に伴い平成18年に引用条文の改正が行われたが、基準は同様である。
　

## 有利発行性判断における市場価格の除外を認める判例
市場価格が上場会社の公正な新株発行価額算定の基礎となるが、株式がきわめて異常な程度にまで投機の対象とされ、その市場価格が企業の客観的価値よりはるかに高騰し、しかも、それが一時的現象にとどまる場合、市場価格を公正な発行価額算定の基礎から排除しうる（東京地裁決定平成元年7月25日）。

## 有利発行性判断における市場価格参照期間の除外を認める判例
客観的交換価値を算定するに当たっては、取得日直前まで上場され、市場株価が存在する本件株式の場合には、価格操作を目的とする不正な手段等通常の形態における取引以外の要因によって影響されたと認められる特段の事由のない限り、一定期間における市場株価平均価格を基礎としてその価格を算定するのが相当である。もっとも、本件のように経営者による自主買収であるMBOが実施された事案においては、経営者には安価で買収を行うために株価を低く保つ動機が認められ、かつ、経営や情報開示を支配する経営者が株価を低く保つことは極めて容易であるから、このような利益相反構造を特別の事情として考慮することが必要である（東京地裁決定平成19年12月19日）。

## 株式の公正価値の第三者評価
有利発行の基準が以上のように不明確であるため、株式会社が新株等を発行する場合、売買価格の公正性を担保するための手段として、独立した第三者機関による評価結果を参考にするのが一般的となっている。

## 新株予約権の有利発行の基準
- 有利発行の定義に関する判例

新株予約権の公正な価値とは、現在の株価、権利行使価額、行使期間、金利、株価変動等の要素をもとに、オプション評価理論に基づき算出された新株予約権の発行時点における価額である（東京地裁決定平成19年11月12日）。

## 新株予約権の公正価値の第三者評価
新株発行とは異なり、新株予約権は市場で取引されることは稀であるため、市場価格というものが存在しない。また、上記判例によれば新株予約権公正価値はオプション評価理論に基づき算出すべきとされているが、オプション評価理論による算定は非常に複雑であり、金融工学やファイナンス理論などの専門知識がなければ行えないのが現状である。そのため、株式会社は、専門の第三者評価機関に新株予約権の公正価値評価を行わせた上で、新株予約権の発行価額を決定するのが一般的である。